# Hermann Wislicenus
Hermann Wislicenus (20 de septiembre de 1825-25 de abril de 1899) fue un pintor histórico alemán. Es conocido principalmente por sus pinturas murales en el Palacio Imperial de Goslar.

## Biografía
Nacido en Eisenach en el Ducado de Turingia de Sajonia-Weimar-Eisenach, Wislicenus estudió en la Academia Superior de Bellas Artes de Dresde y luego se convirtió en alumno de Eduard Bendemann y Julius Schnorr. Su primera obra de arte, Abundancia y miseria, fue comprada por la Galería de Dresde en 1853. Un estipendio del Gran Duque de Weimar le permitió estudiar en Italia (1853–1857), donde vivió en Roma y se convirtió en seguidor de Peter von Cornelius y del movimiento nazareno.
A su regreso a Alemania, se instaló en Weimar y abrió su propio estudio. En la primavera de 1868, fue nombrado profesor en la Academia de Düsseldorf. En 1872, varias de sus obras desaparecieron en un devastador incendio y Wislicenus las recreó en los años siguientes.

## Obras

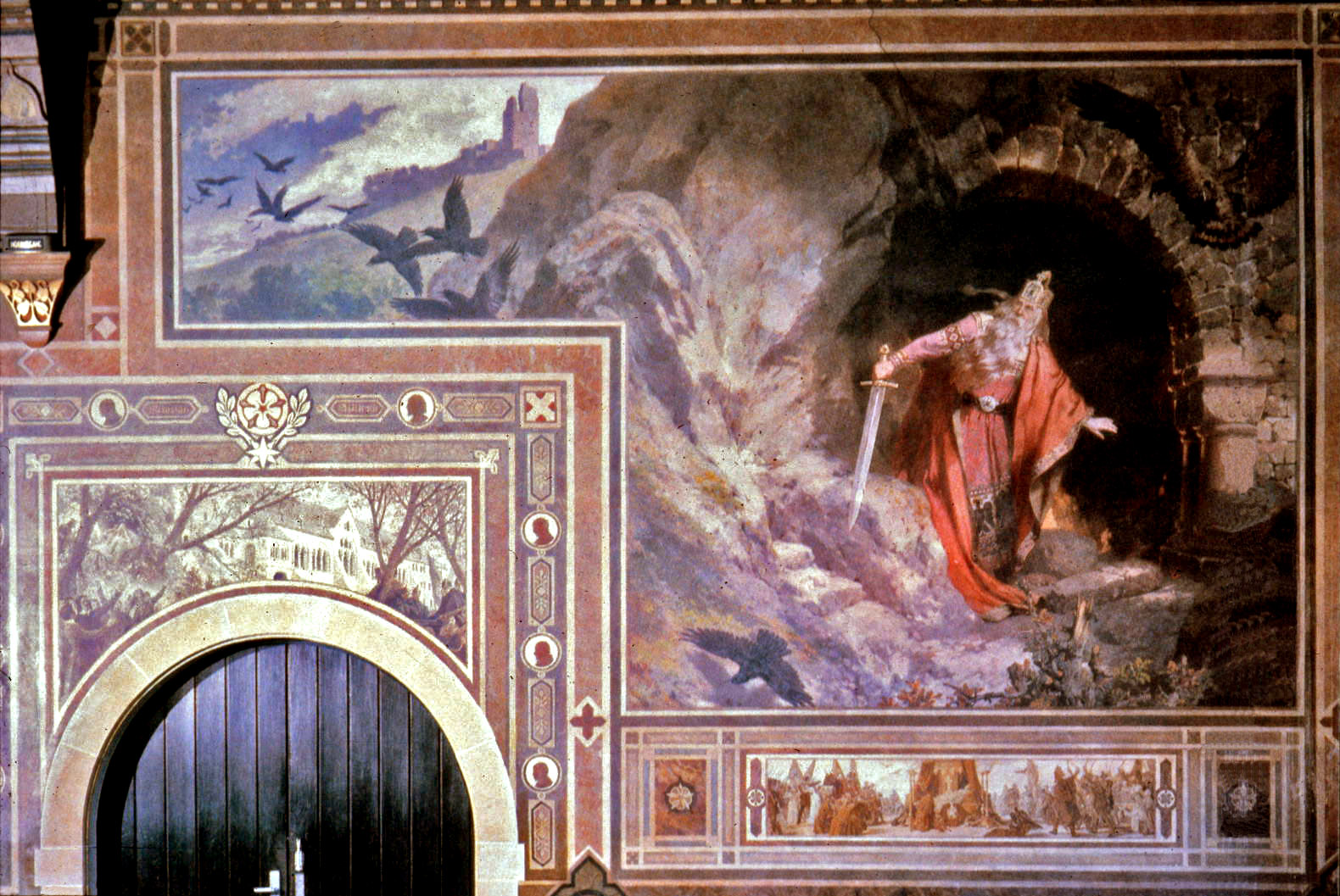
El despertar de Barbarroja, Palacio Imperial, Goslar.

En un concurso de 1877 para la decoración del Goslar Kaiserpfalz restaurado, ganó el primer premio y, con la ayuda de algunos de sus alumnos, en veinte años completó una serie de 68 frescos que postulaban una continuidad del gobierno imperial desde Carlomagno hasta imperio alemán, heredero de Prusia. En el curso de la unificación alemana, el Palacio Imperial, después de un siglo de decadencia, estuvo en restauración desde 1868. La agenda pictórica de Wislicenus se convirtió en un ícono del recurso romántico a las tradiciones medievales que servían a la identidad interna del Reich de la Pequeña Alemania establecida en 1871.
Entre otros óleos, acuarelas y cartones, ejecutó La noche con su séquito para el Gran Duque de Weimar, el Mito de Prometeo (1862, Museo de Leipzig), El diluvio de Deucalion (1865, Museo de Weimar); las pinturas murales Bruto como juez de sus hijos y La madre de los Gracos, en la escalera de la casa romana de Härtel en Leipzig; Fantasía Llevada por los Sueños (Galería Schaek, Munich); Ángeles cantando salmos, pintura mural (capilla granducal, Weimar). En Düsseldorf, pintó Las cuatro estaciones (1877, Galería Nacional, Berlín).